# Chetogena littoralis
Chetogena littoralis är en tvåvingeart som beskrevs av Blanchard 1943. Chetogena littoralis ingår i släktet Chetogena och familjen parasitflugor. Inga underarter finns listade i Catalogue of Life.